# Bromoform
Bromoform (CHBr3) är en flyktig, klar till blekt gul vätska med kloroform-liknande lukt.

## Egenskaper
Bromoform är en trihalometan och har många egenskaper gemensamt med kloroform, fluoroform och jodoform. Det kan tas upp i människokroppen genom huden eller genom inandning. Ämnet irriterar luftvägarna, ögonen och huden och kan skada centrala nervsystemet och levern.

## Framställning
det går inte aceton
eller genom elektrolys av kaliumbromid i metanol.
{\displaystyle {\rm {3\ Br^{-}+CH_{3}OH\rightarrow CHBr_{3}+OH^{-}+2\ H^{-}}}}

## Användning
På grund av giftigheten så används inte längre ämnet som flamskyddsmedel eller lösningsmedel i någon större utsträckning.
Den för en vätska ovanligt höga densiteten (nästan tre gånger så hög som vatten) gör den dock användbar för att separera olika fasta ämnen med olika densitet. Många ämnen som skulle sjunka i vatten (till exempel aluminium) flyter i bromoform medan till exempel de flesta tyngre metaller sjunker. Densiteten kan justeras genom att blanda bromoform med etanol, eter eller aceton.